# Kubismus

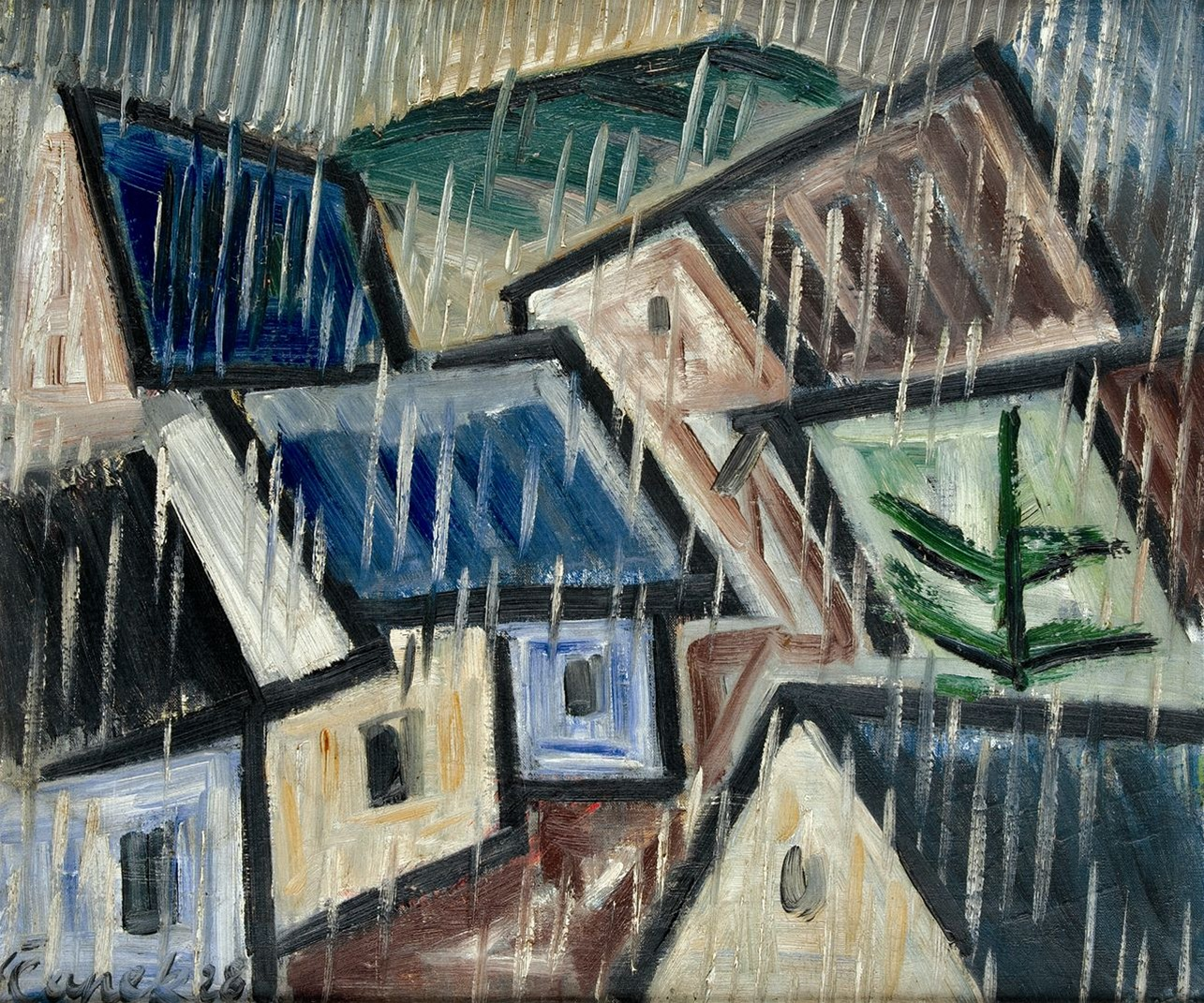
Josef Čapek – Krajina v dešti (1928)

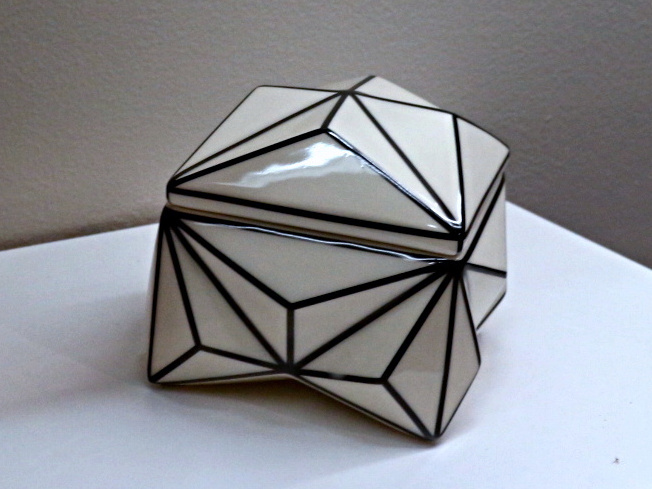
Kubistický porcelán – cukřenka, Pavel Janák

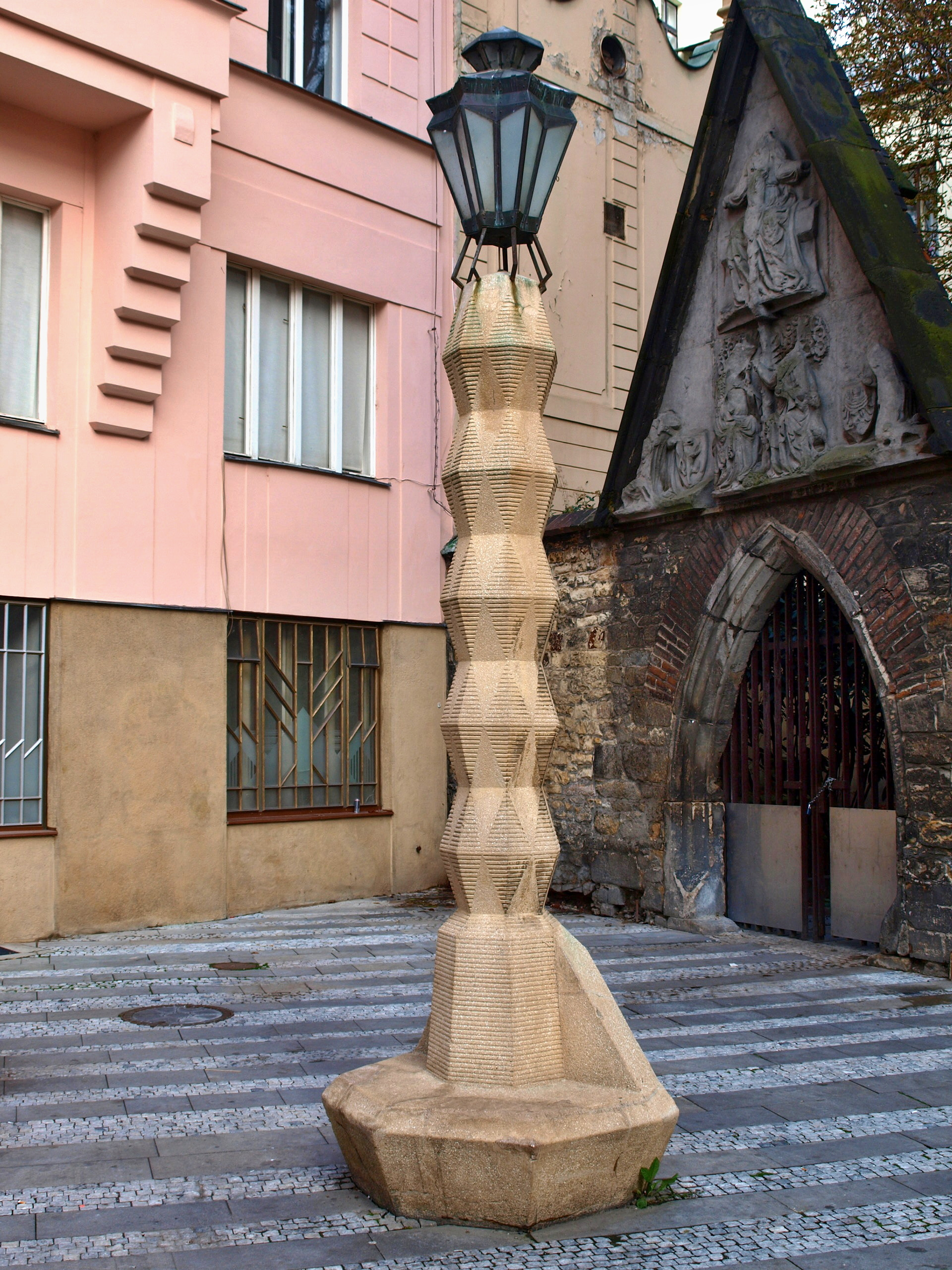
Kubistická lampa od Emila Králíčka na pražském Jungmannově náměstí

Kubismus je avantgardní umělecké hnutí přelomu 19. a 20. století, které pojímá výtvarné umění revolučním způsobem. Princip kubismu spočívá v jeho prostorové koncepci díla, předmět nezobrazuje jen z jednoho úhlu, ale z mnoha úhlů současně. Zároveň znamenal i obrovskou změnu v přístupu ke skutečnosti, nejen ve vidění, ale především v práci s realitou. Zobrazovaný předmět byl rozkládán až na nejjednodušší geometrické tvary (především krychle – latinsky cubus), které byly pak pomocí fantazie skládány do obrazu, proto zobrazené předměty působí dojmem, že jsou deformované a objevují se zároveň z několika pohledů. Problém nastal u předmětů, které jsou ve vzájemném vztahu, neboť pak vznikalo mnoho průhledů s neobvyklými úhly pohledu.
Kubismus se snažil počítat i se čtvrtou dimenzí (ovlivněno A. Einsteinem) a s nekonečnem. Proto kubismus musel řešit nové problémy perspektivy a vytvářel nové prostorové vztahy mezi předměty.
Kubismus měl velký dopad na umělce prvních desetiletí 20. století, a tím ovlivnil (ať přímo či nepřímo) vývoji nových uměleckých stylů (futurismus, konstruktivismus a expresionismus). V některých lokalitách získal charakter uměleckého slohu (např. v Čechách a na Moravě).

## Historie
Protože kubismus byl směr, ve kterém literatura neměla velký vliv, nemá žádný přesně daný počátek (tj. nevyšel mu žádný manifest).
První impulsy, kterými byl kubismus ovlivněn, můžeme vysledovat kolem roku 1906 u děl, která během svých studií v Paříži vytvářeli Georges Braque (Francouz) a Pablo Picasso (Španěl). Zpočátku byla jejich tvorba na sobě nezávislá, oba ovlivnil Paul Cézanne a africké domorodé umění. Roku 1907 začali pracovat společně a zůstali spolu až do vypuknutí první světové války (1914).
Termínu „kubismus“ jako první použil francouzský kritik umění Louis Vauxcelles v roce 1908 („divný cubiques“ = krychle). Toto použití bylo myšleno hanlivě. Později byl termín přijat, ačkoli se jeho zakladatelům nelíbil.
Kubistické hnutí se i díky podpoře galeristy D.-H. Kahnweilera, rychle rozšířilo a po roce 1910 lze mluvit o kubistické škole.
Podle tvorby dělíme kubismus na:
1. Pre-cubismus (1906–1909) – toto období zahájili kubisté Georges Braque a Pablo Picasso. Období kdy kubismus vznikal, díla jsou ovlivněna předchozími malířskými trendy, dochází k objevování kubistické perspektivy. (např. Pablo Picasso – Ženský akt). Postupně jsou zobrazované předměty omezovány na základní geometrické tvary, z barev se používaly pouze odstíny šedé a hnědé barvy.
2. Analytický kubismus (1909–1912) – v tomto období kubismus nebyl abstraktním uměním, barva se stále téměř nepoužívala. Dochází k částečné abstrakci tzn. zobrazované předměty jsou nahrazovány jinými podobnými předměty. Zobrazovaný předmět je rozložen na jednotlivé geometrické tvary, které jsou pak zobrazeny neperspektivně vedle sebe.
3. Syntetický kubismus (též vrcholný) (1912–1914) – v této fázi se kubismus přiblížil abstrakci, nicméně je pro něj stále důležitý zobrazovaný předmět, který je skládán z linií a ploch. Objevuje se koláž a s ní i barva.
4. Orfismus – toto období dospělo k úplné abstrakci, využívá barvy. V tomto období již umělci nenapodobují ani se nijak nesnaží rozkládat či znovu skládat reálný předmět, tím se vlastně jednotlivé malířské prvky staly zcela nezávislé na realitě.
5. Po roce 1923 došlo k dalšímu rozvoji kubismu, ale již nešlo o čistý kubismus, ale kubismus něčím ovlivněný, např. imaginativní kubismus je ovlivněn surrealismem.

## Výtvarné umění
Světové malířství:
- Georges Braque (Francouz)
- Robert Delaunay (Francouz)

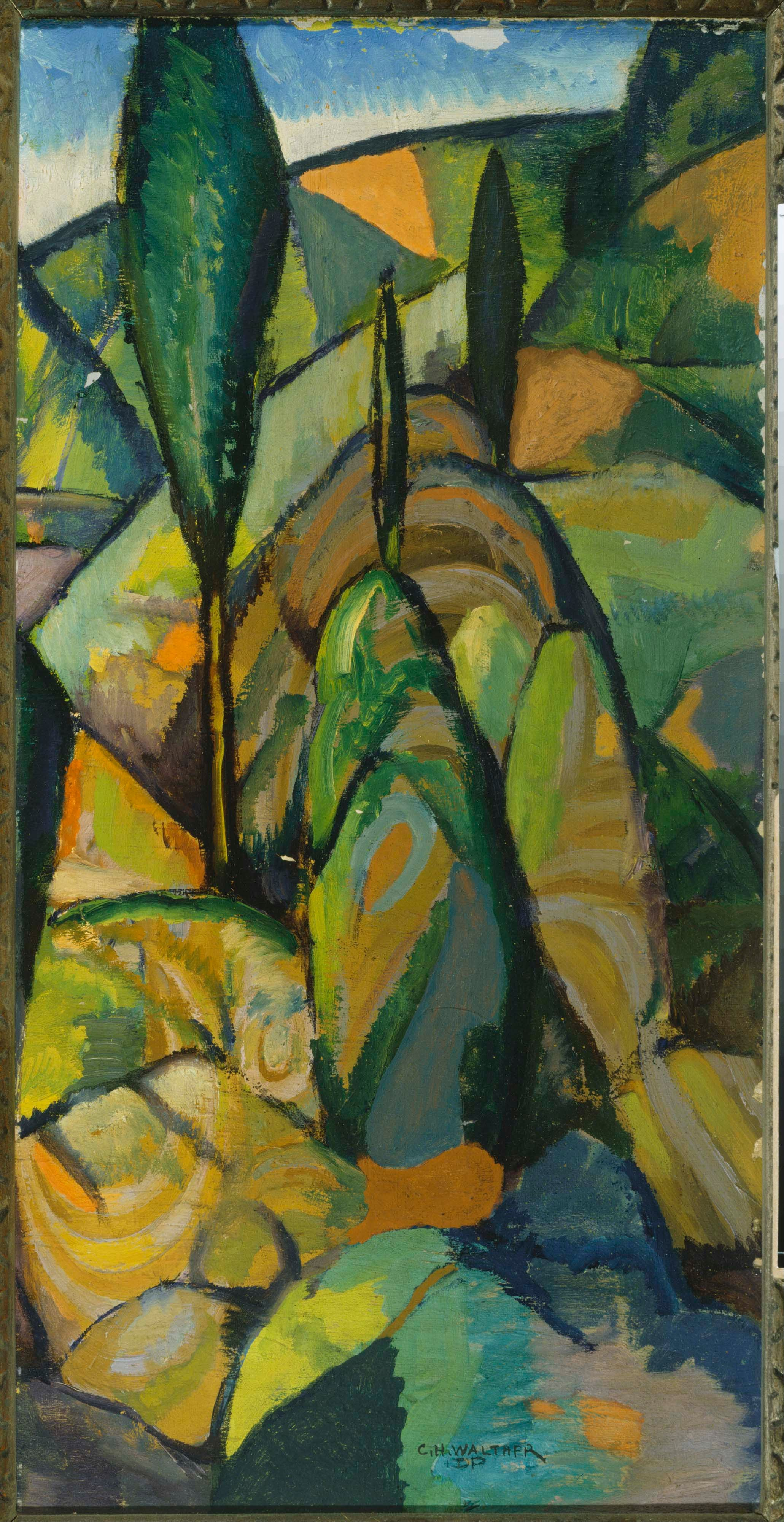
Obraz krajiny, malíř Charles H. Walther

- Juan Gris (vlastním jménem José Victoriano Gonzales, Španěl)
- Fernand Léger (Francouz)
- Jacques Lipchitz (americký sochař, litevského původu)
- Pablo Picasso (Španěl)
- Fritz Wotruba (rakouský sochař a grafik)

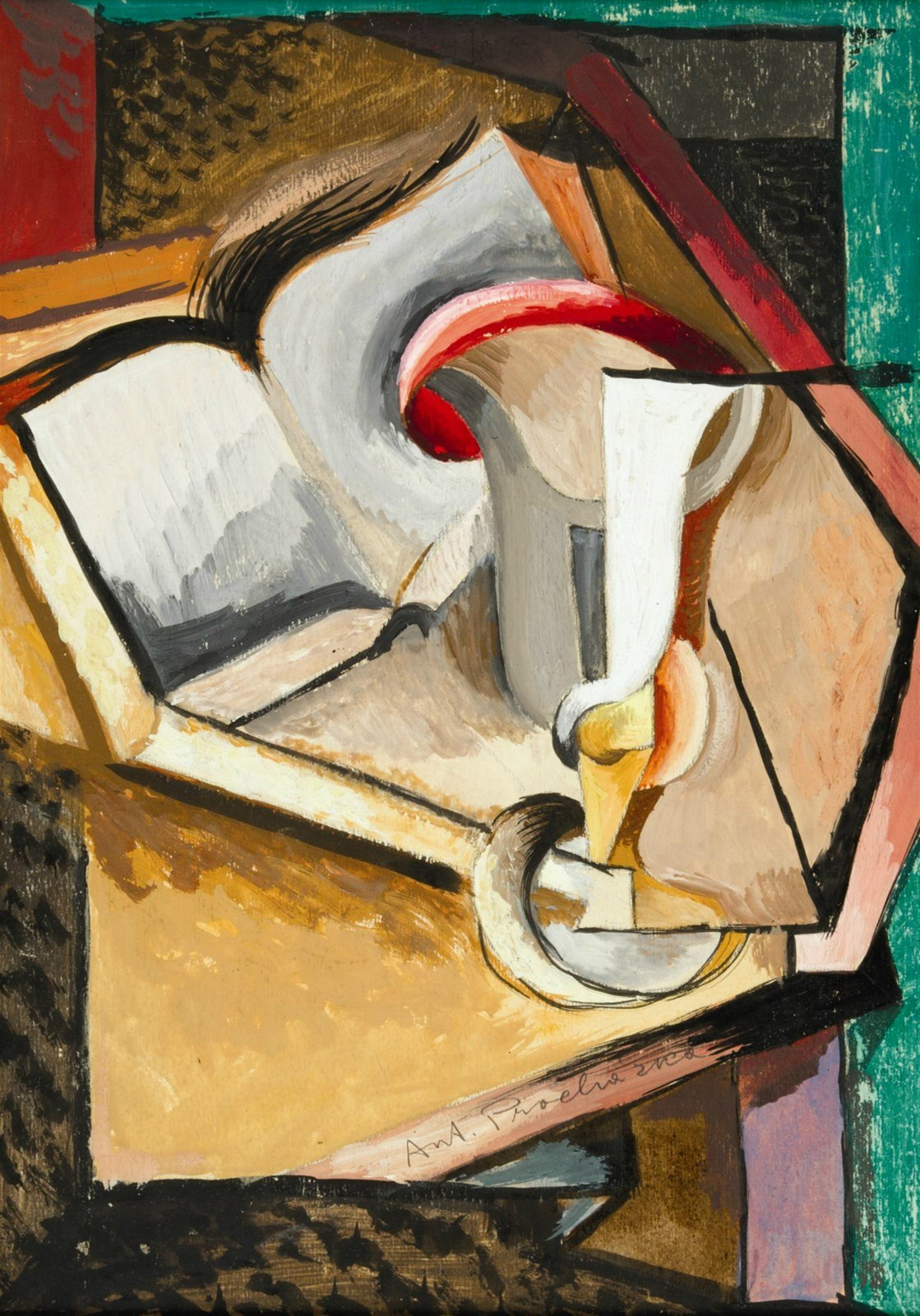
Antonín Procházka – Zátiší s pohárem a knihou (1915)

České malířství:
- Emil Filla
- Josef Čapek
- Otakar Kubín
- Bohumil Kubišta
- Antonín Procházka
- Václav Špála

Slovenské malířství:
- Ludo Lehen

## Architektura
U některých architektů došlo k velmi výraznému ovlivnění kubismem, jejich stavby samozřejmě musely být především funkční, proto nelze hovořit o čistém kubismu. Architekti tvořící pod vlivem kubismu vytvářeli velmi zvláštní díla, která působí velice silným dojmem. Kubistická architektura vznikla na území současného Česka díky skupině umělců jako Emil Filla, Otto Gutfreund, Josef Čapek a architektů jako je Josef Gočár, Josef Chochol a další. Kubistický směr je světově unikátní a nikde jinde nedosáhla kubistická architektura takového rozmachu jako v Českých zemích. Na kubistickou architekturu později navazuje dekorativnější rondokubismus, zvaný také české art deco.
Architekti:
- Josef Gočár – Dům U Černé Matky Boží v Praze, Lázeňský dům v Bohdanči
- Josef Chochol – Kovařovicova vila v Praze pod Vyšehradem, činžovní dům v Neklanově ulici v Praze, trojdům na Rašínově nábřeží v Praze pod Vyšehradem
- Pavel Janák – Libeňský most v Praze, Škodův palác v Praze
- Otakar Novotný – Učitelské domy v Praze
- Vlastislav Hofman – Ďáblický hřbitov v Praze
- Emil Králíček – kubistická lucerna na Jungmannově náměstí v Praze[3], Dům Diamant v Lazarské ulici v Praze
- Oldřich Liska – Jubilejní chrám mistra Jana Husa v Pečkách

### Galerie kubistické architektury

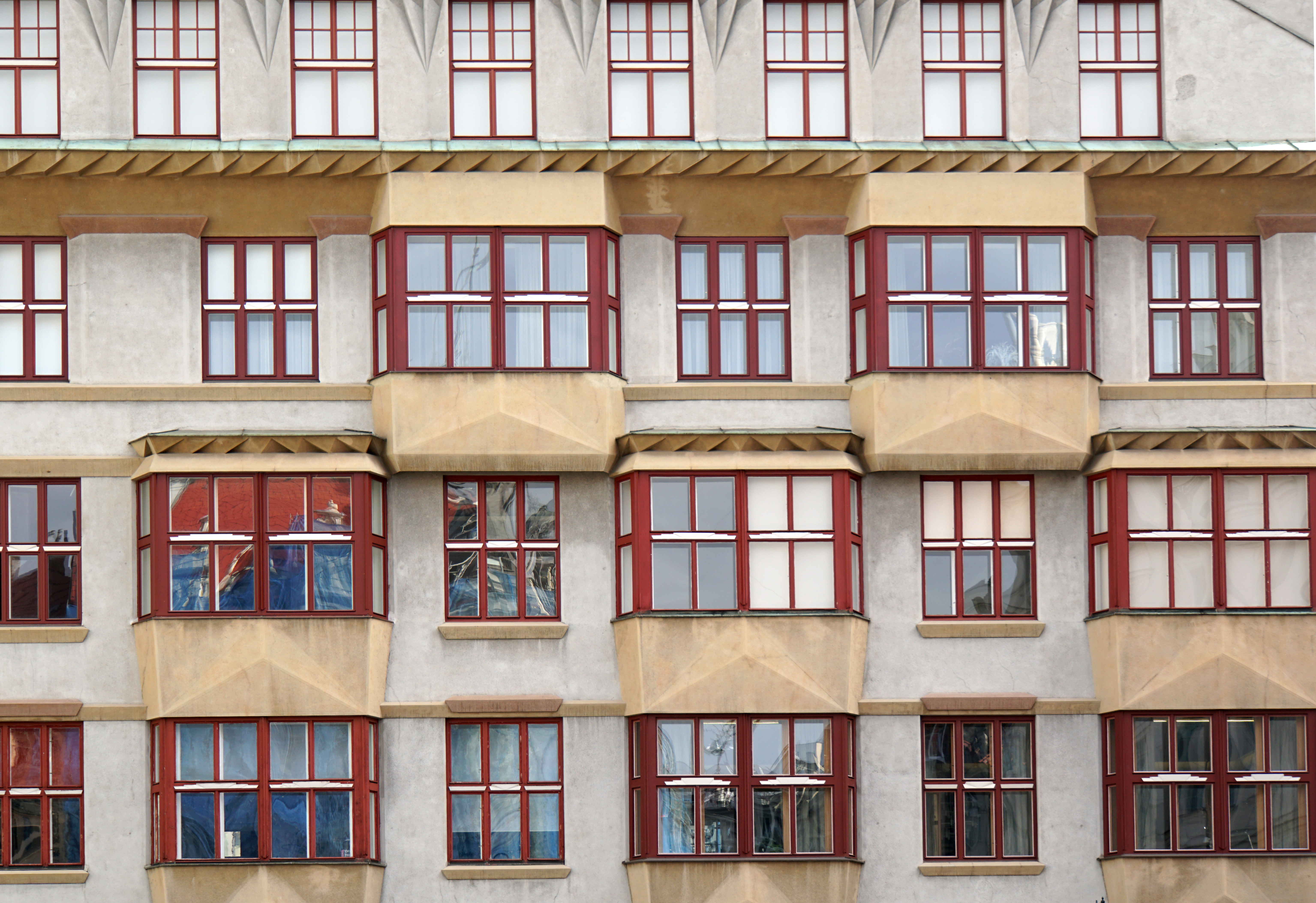
Učitelské domy v Praze, architekt Otakar Novotný
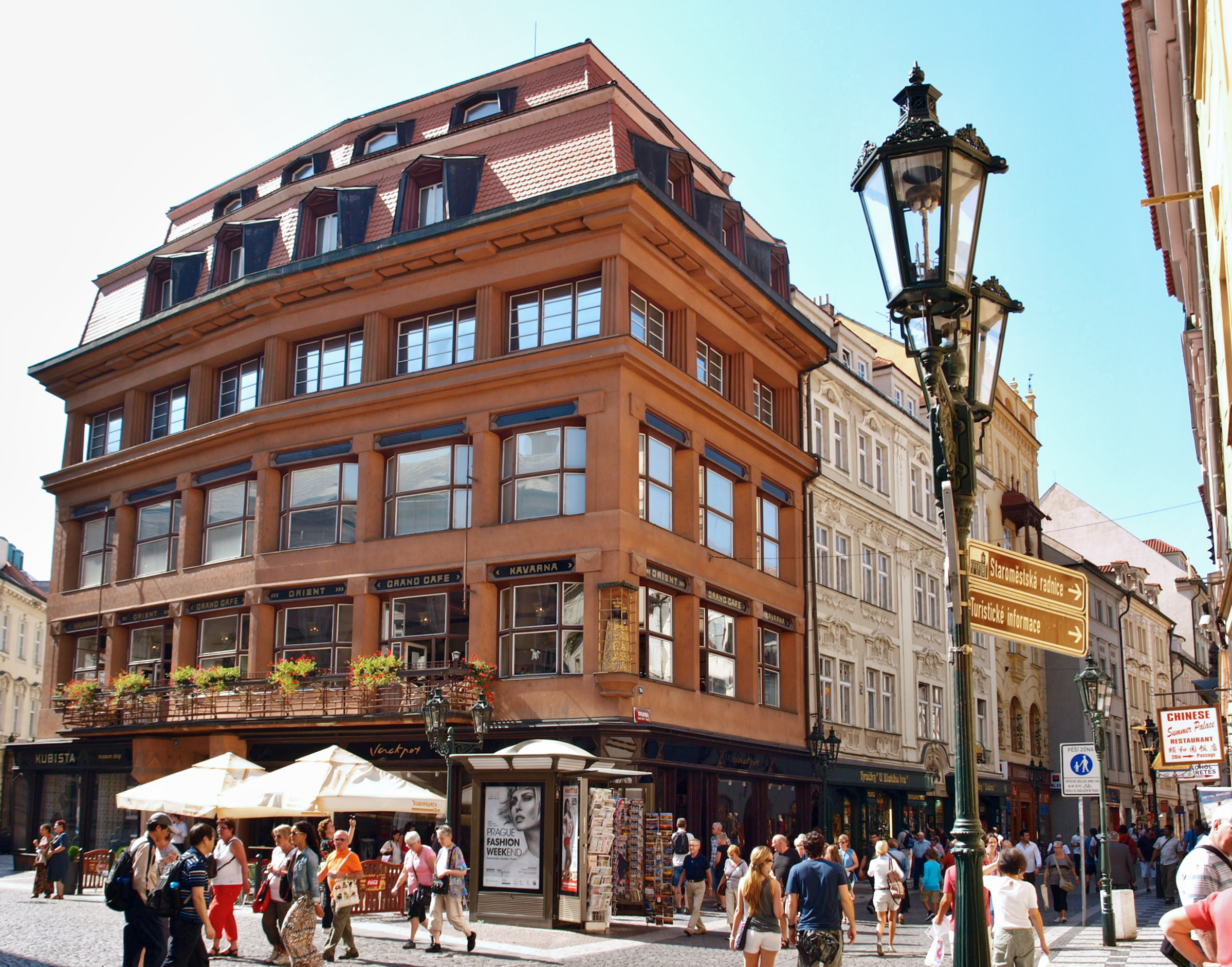
Dům U Černé Matky Boží v Praze na Starém Městě
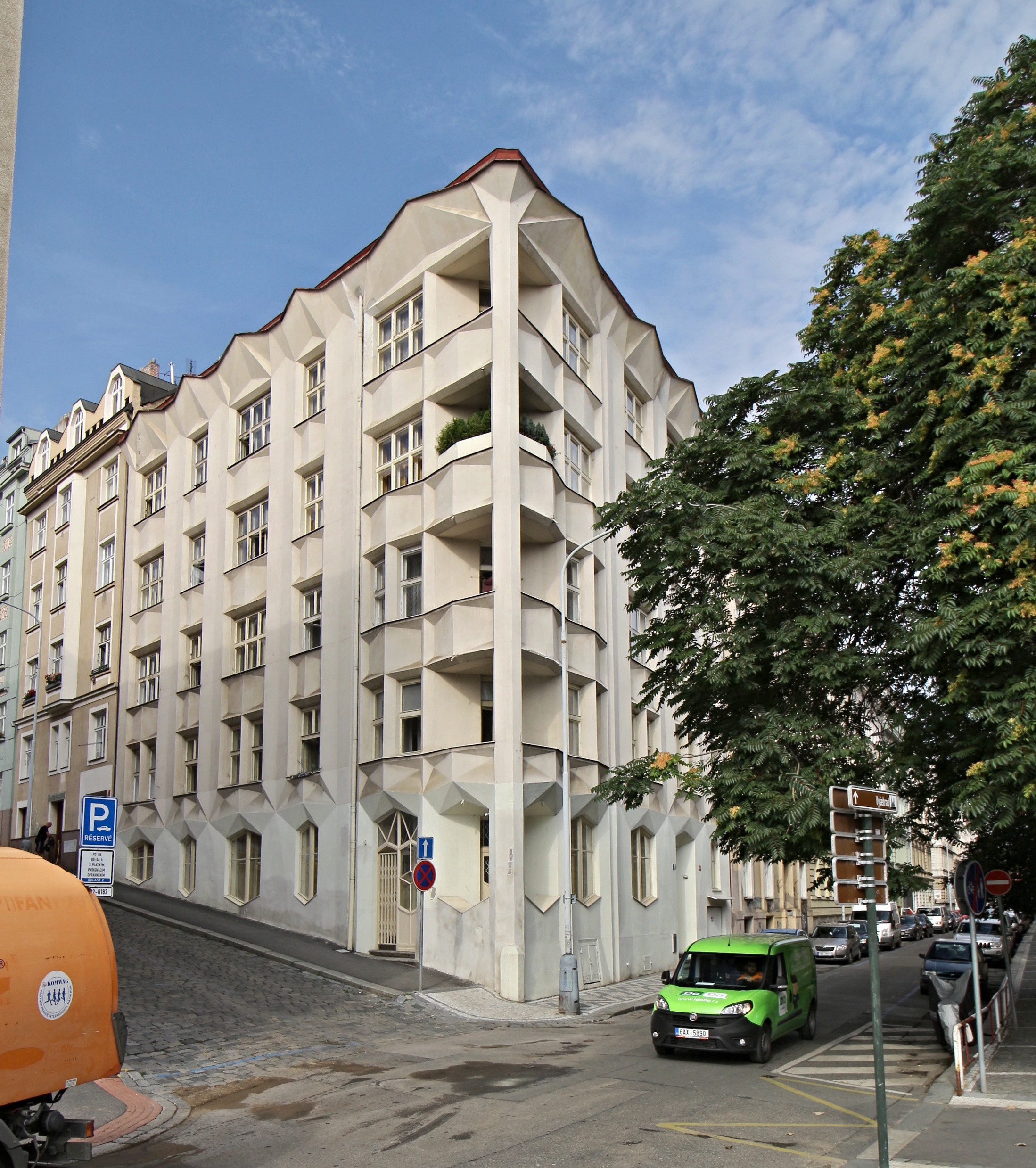
Kubistický činžovní dům architekta Josefa Chochola na rohu Přemyslovy a Neklanovy ulice v Praze
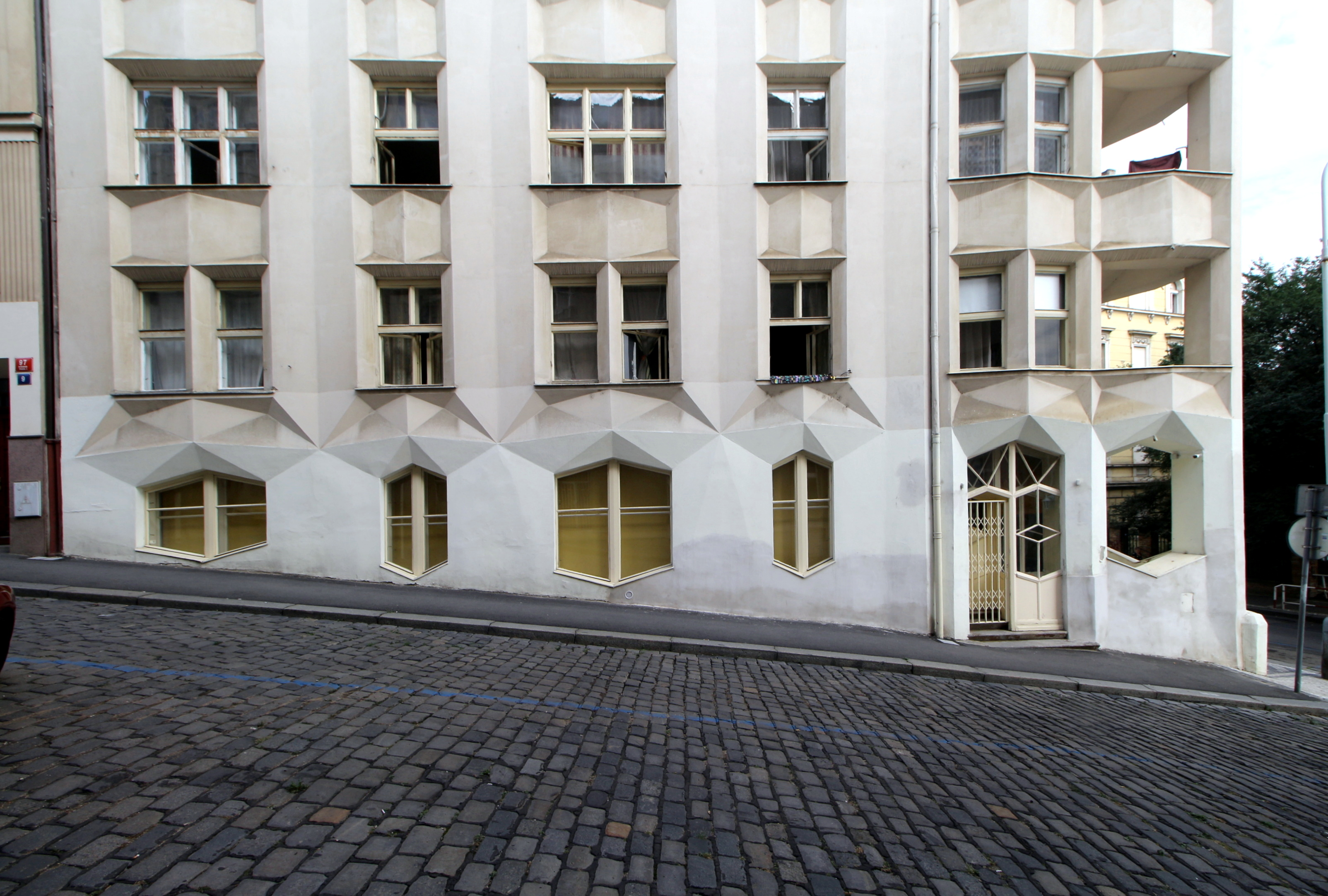
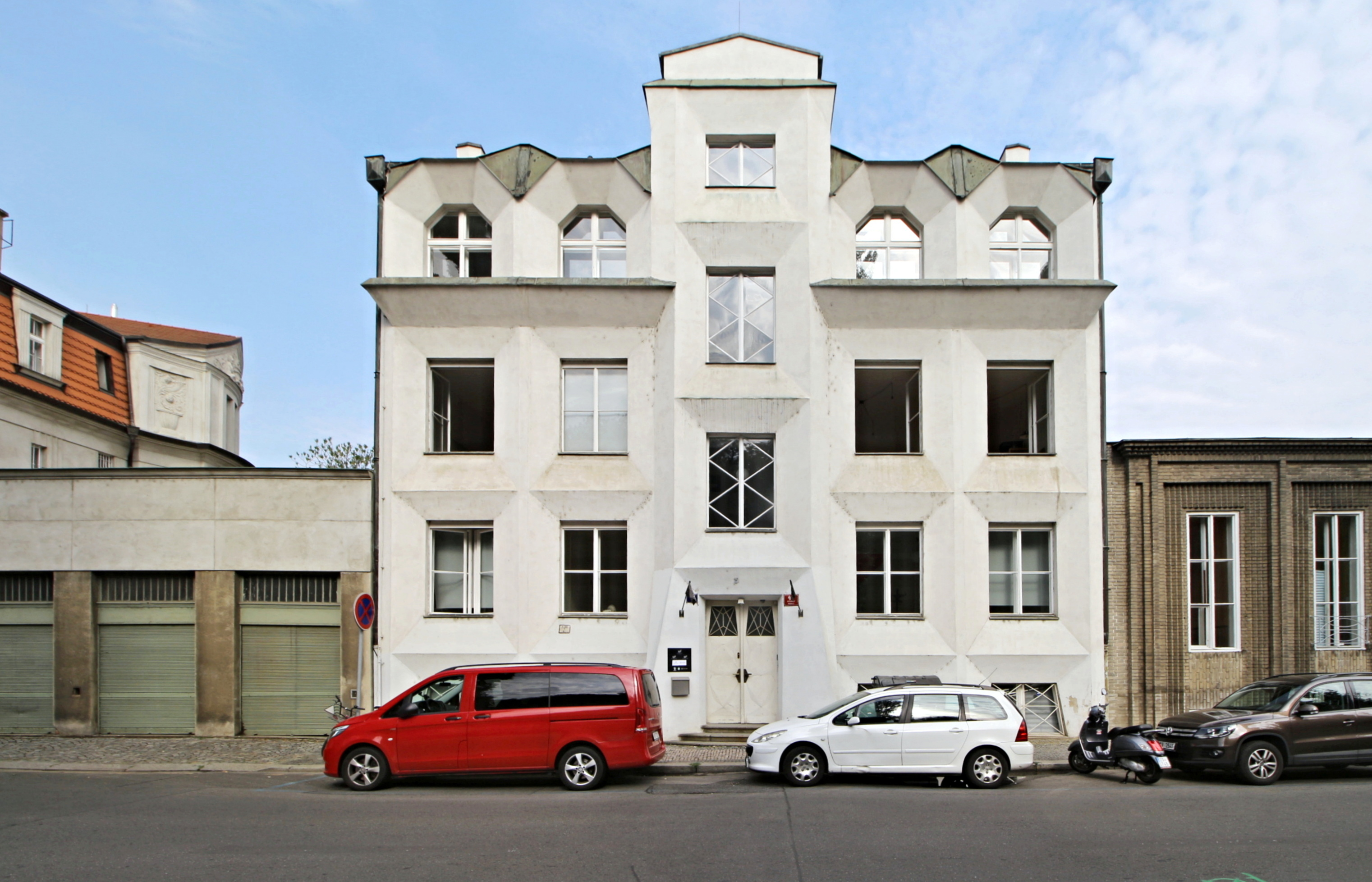
Vila stavitele Bedřicha Kovařovice od Josefa Chochola v Libušině ulici v Praze na Vyšehradě, uliční průčelí
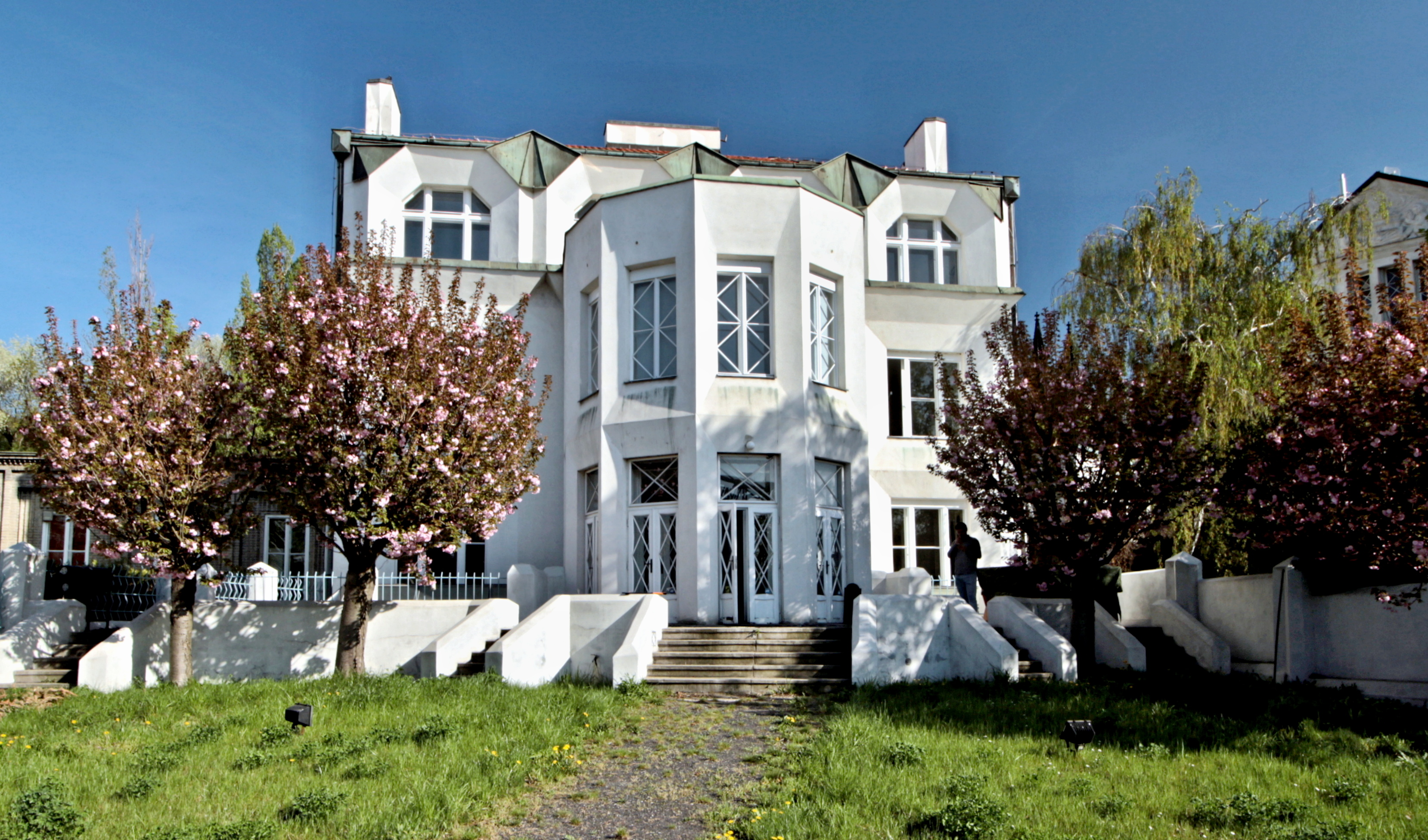
Vila stavitele Bedřicha Kovařovice v Praze pod Vyšehradem od Josefa Chochola, zahradní průčelí
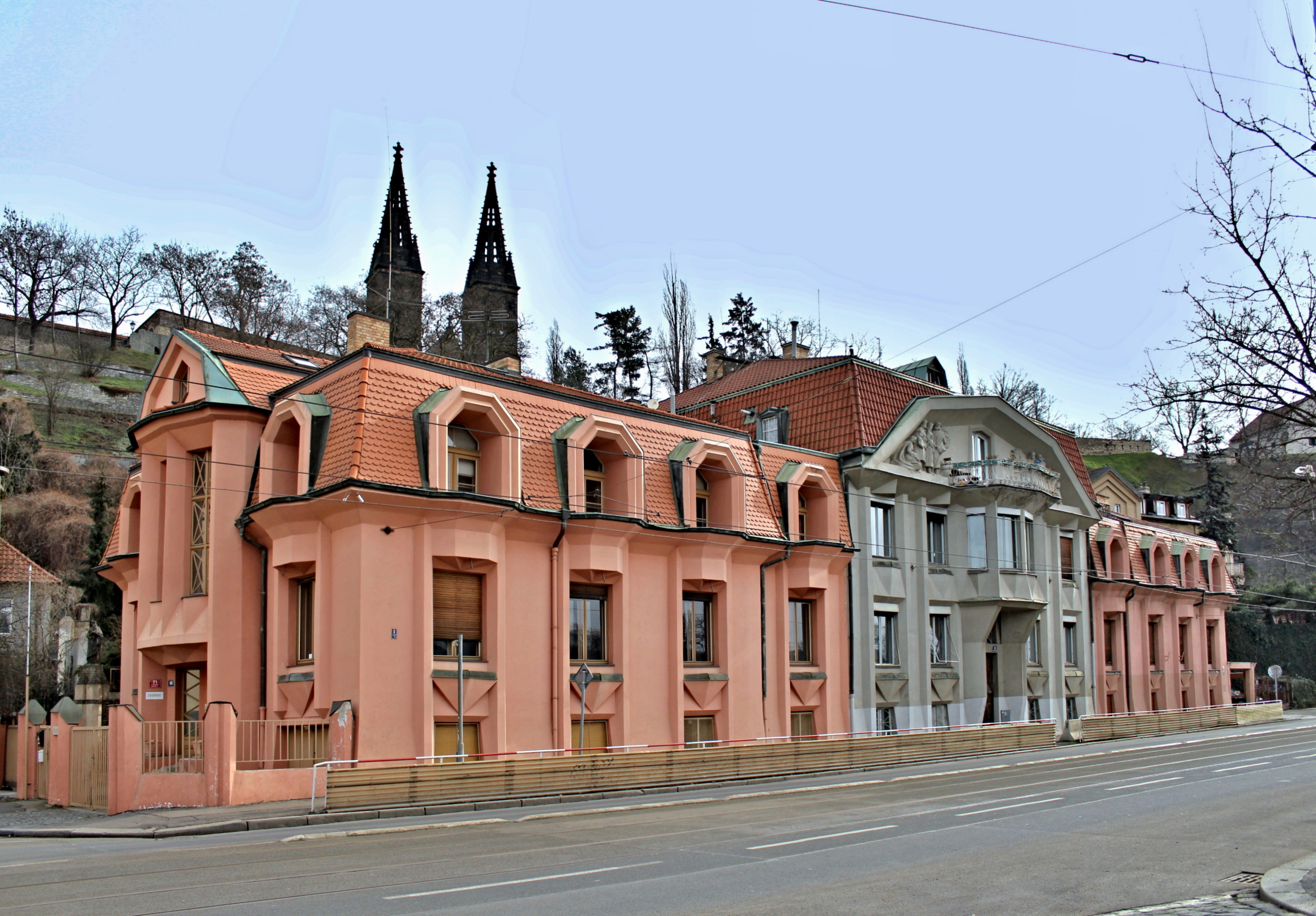
Kubistický trojdům na Rašínově nábřeží
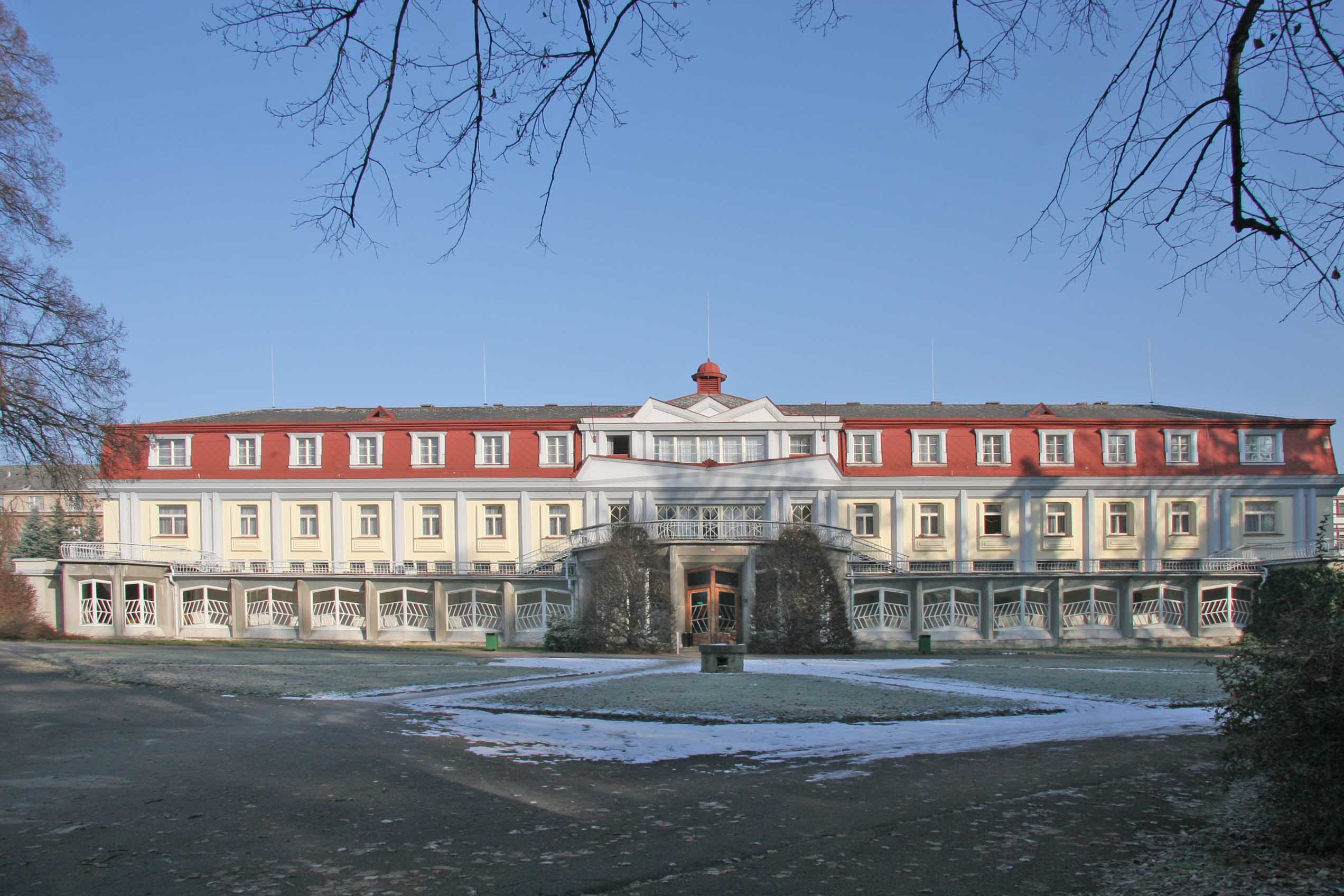
Lázeňský pavilon od Josefa Gočára v Lázních Bohdaneč
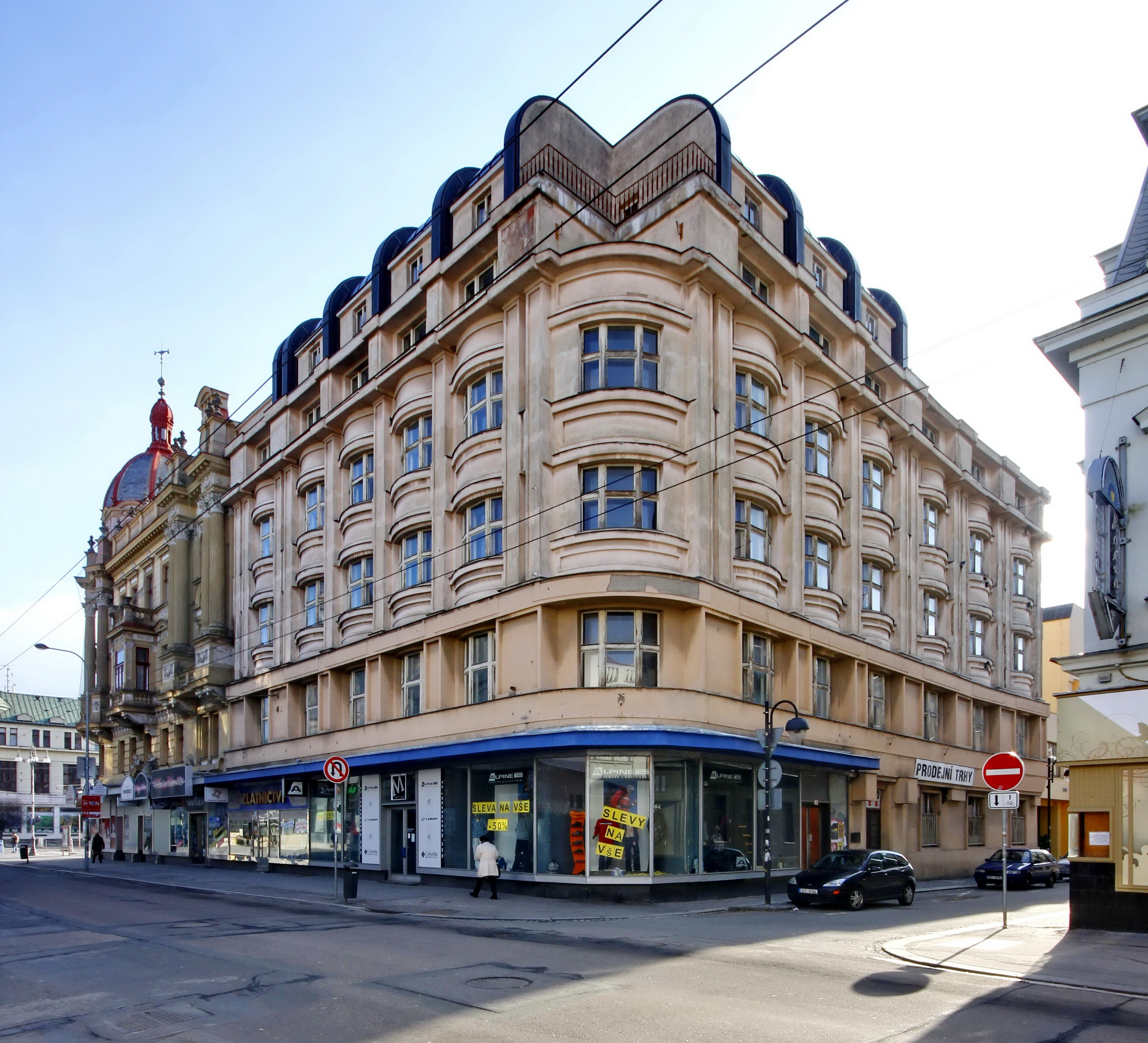
Palác na Kopečku, Pardubice
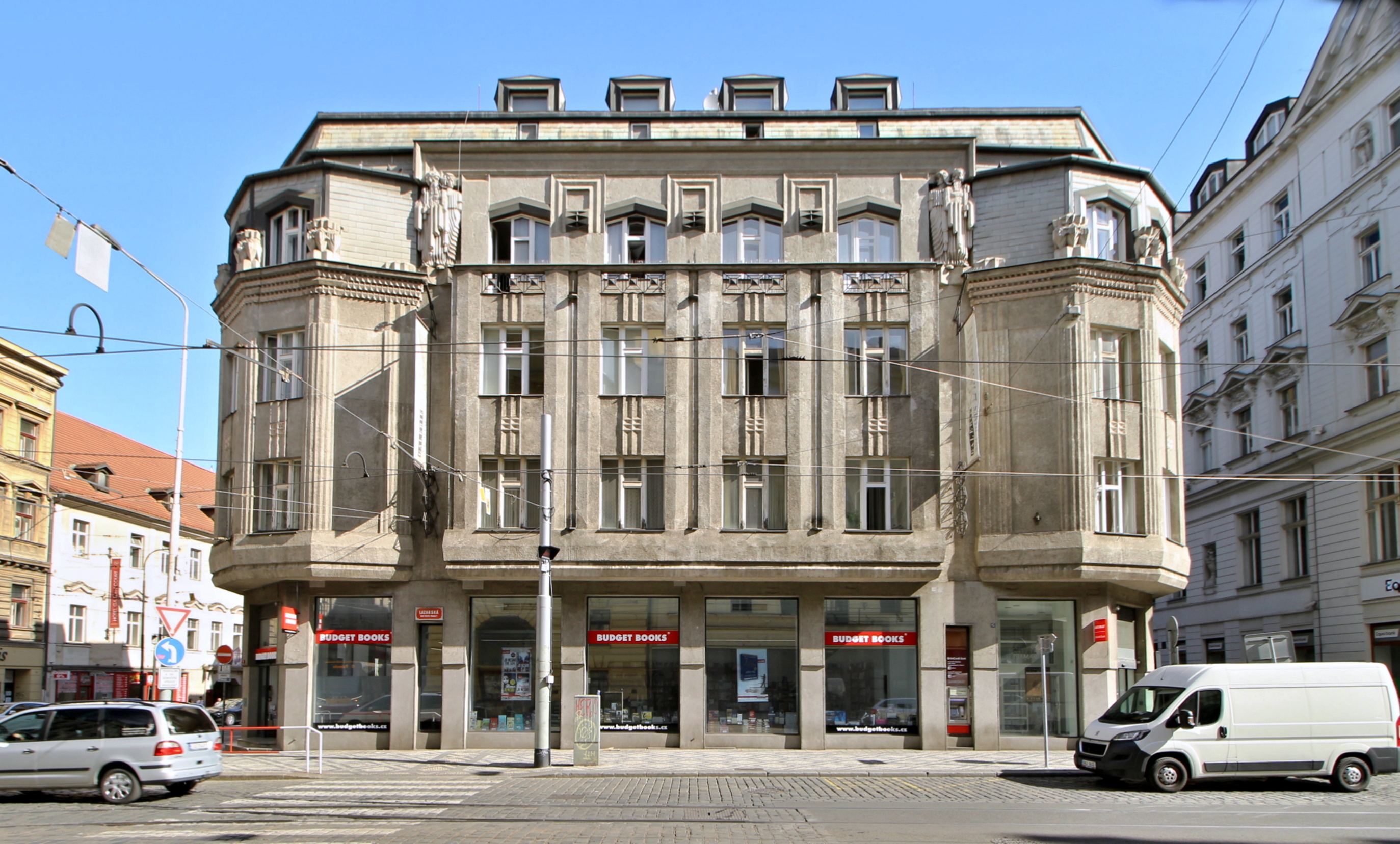
Palác Diamant
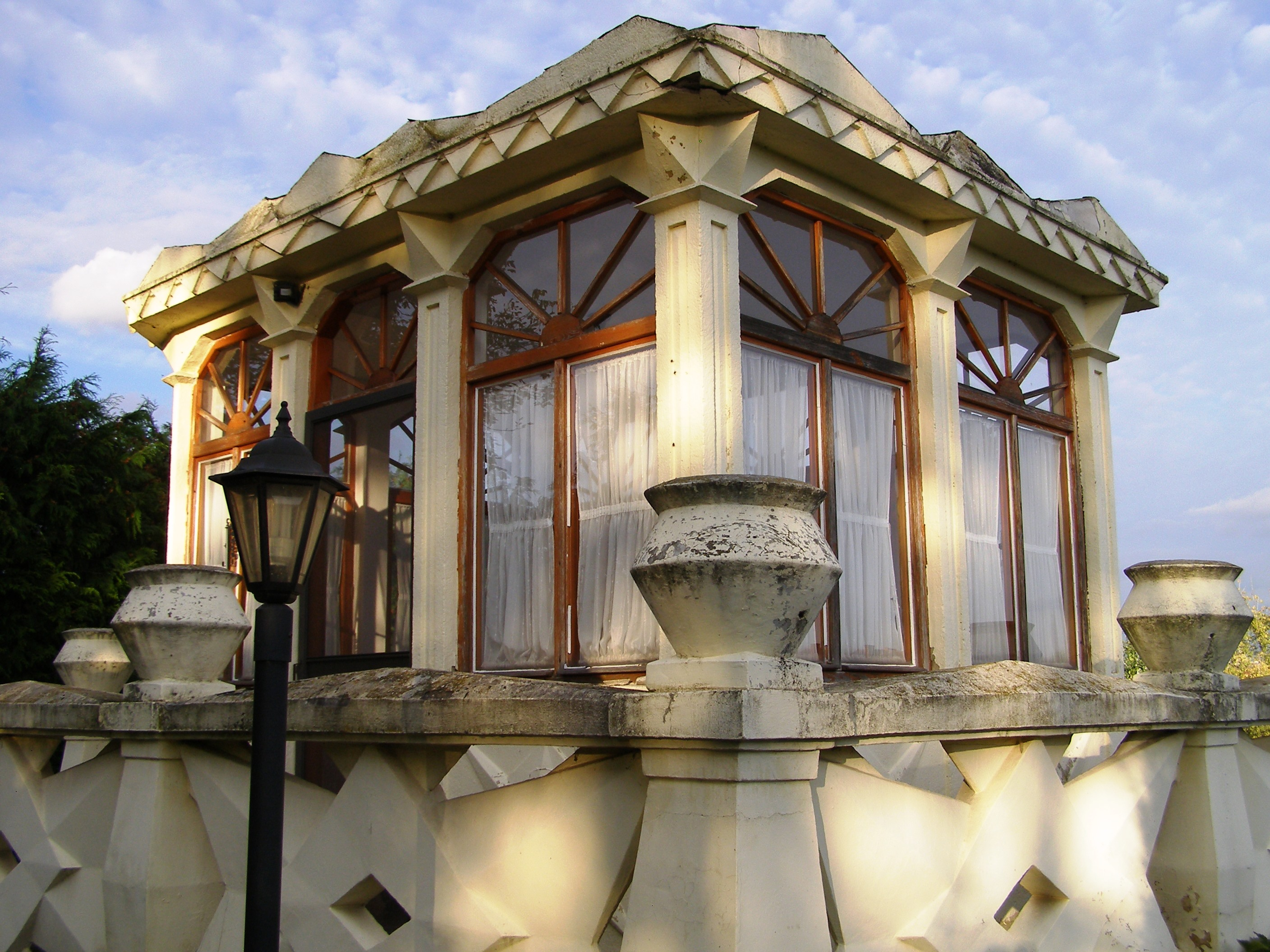
Zahradní altán v Příkazech
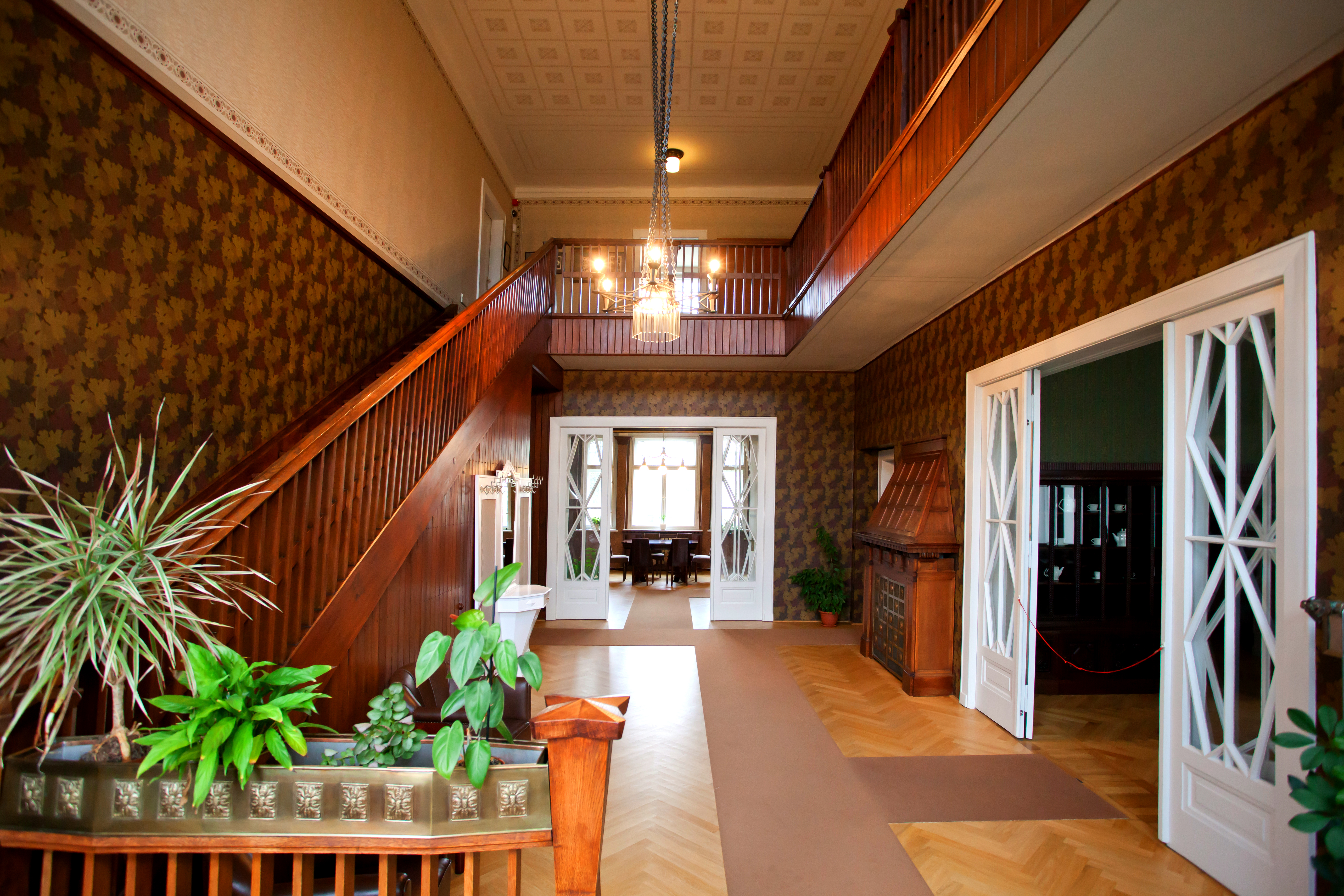
Interiér Bauerovy vily